# Oscar Apfel
Pour les articles homonymes, voir Apfel.
Oscar Apfel est un acteur, réalisateur, scénariste et producteur américain né le 17 janvier 1878 et mort le 21 mars 1938. 
Il est notamment connu pour avoir été le coréalisateur avec Cecil B. DeMille du premier long métrage tourné à Hollywood, Le Mari de l'Indienne en 1914.

## Filmographie

### Comme acteur
- 1913 : The Fight for Right (it) d'Oscar Apfel
- 1914 : Seven Days
- 1922 : The Man Who Paid (it) d'Oscar Apfel
- 1925 : The Sporting Chance
- 1926 : Perils of the Coast Guard d'Oscar Apfel : Carlton Aldridge
- 1926 : The Last Alarm
- 1928 : The Heart of Broadway (en) de Duke Worne : Dave Richards
- 1928 : The Valley of Hunted Men de Richard Thorpe : Dan Phillips
- 1928 : Romance of the Underworld d'Irving Cummings : Champagne Joe
- 1929 : Sa vie m'appartient (True Heaven) de James Tinling : le général allemand
- 1929 : Not Quite Decent d'Irving Cummings : Canfield
- 1929 : Hurdy Gurdy de Hal Roach
- 1929 : Waltzing Around de Harry Sweet (en) : Mayor
- 1929 : Smiling Irish Eyes (en) de  William A. Seiter : Max North
- 1929 : Marianne de Robert Z. Leonard : Major Russart
- 1929 : It's a Great Life de Sam Wood : rôle mineur
- 1929 : Les Voltigeurs de l'espace (Half Way to Heaven) de George Abbott : Manager
- 1930 : La Rue de la chance (Street of Chance) de John Cromwell : Bartender
- 1930 : Vertige (Puttin' on the Ritz) d'Edward Sloman : House Manager
- 1930 : High Society Blues de David Butler : Divine's Stock Broker
- 1930 : The Texan de John Cromwell : Thacker
- 1930 : Wild Company de Leo McCarey : Prosecuting Attorney
- 1930 : Cœurs impatients (Our Blushing Brides) de Harry Beaumont : Floorwalker
- 1930 : Man Trouble de Berthold Viertel : Eddie
- 1930 : Abraham Lincoln de D. W. Griffith : Secretary of War Edwin Stanton
- 1930 : The Spoilers d'Edwin Carewe : Struve
- 1930 : Liliom de Frank Borzage : Stefen Kadar - Train Passenger
- 1930 : Les Amours d'une courtisane (Du Barry, Woman of Passion) de Sam Taylor : petit rôle
- 1930 : The Virtuous Sin de George Cukor et Louis J. Gasnier : Maj. Ivanoff
- 1930 : The Right to Love de Richard Wallace : William Kellogg
- 1931 : Helping Grandma (en) de Robert F. McGowan : M. Pennypacker
- 1931 : L'Inspiratrice (Inspiration) de Clarence Brown : M. Vignaud
- 1931 : L'Attaque de la caravane (Fighting Caravans) d'Otto Brower et David Burton : Bit Role
- 1931 : What a Time de George Green
- 1931 : The Finger Points de John Francis Dillon : Managing Editor Ellis Wheeler
- 1931 : Fortunes rapides (Quick Millions) de Rowland Brown : Bit Role
- 1931 : Misbehaving Ladies (en) de William Beaudine : Mayor Twitchell
- 1931 : Big Business Girl (en) de William A. Seiter : Walter T. Morley
- 1931 : Huckleberry Finn de Norman Taurog : The King
- 1931 : The Bargain de Robert Milton : G.T. Warren
- 1931 : Buster millionnaire (Sidewalks of New York) de Jules White et Zion Myers : le juge
- 1931 : Five Star Final de Mervyn LeRoy : Bernard Hinchecliffe
- 1931 : Wicked (en) d'Allan Dwan : Juge Luther
- 1931 : Le Passeport jaune (The Yellow Ticket) de Raoul Walsh : British Embassy Butler
- 1931 : Men in Her Life (en) de William Beaudine : Blake
- 1931 : Way Back Home de   William A. Seiter : Wobbling Duffy
- 1931 : Her Majesty, Love de William Dieterle : Marriage License Bureau Manager
- 1931 : Sooky de Norman Taurog : Krausmyer
- 1932 : Mad Masquerade
- 1932 : The Woman from Monte Carlo de Michael Curtiz : Dr Rabeouf
- 1932 : The Menace (en) de Roy William Neill : Dr H. Horgenson - Plastic Surgeon
- 1932 : High Pressure de Mervyn LeRoy : M. Hackett - Better Business Bureau Manager
- 1932 : L'Homme qui jouait à être Dieu (The Man Who Played God) de John G. Adolfi : The Lip Reader
- 1932 : Alias the Doctor de Lloyd Bacon et Michael Curtiz : Keller
- 1932 : Impatient Maiden de James Whale : Dr Wilcox
- 1932 : Les Affaires et le Plaisir (Business and Pleasure) de David Butler : P.D. Weatheright
- 1932 : Shopworn de Nick Grinde : Judge Forbes
- 1932 : The Heart of New York (en) de Mervyn LeRoy : Otto Gassenheim
- 1932 : It's Tough to Be Famous d'Alfred E. Green : S.J. Boynton
- 1932 : L'Âme du ghetto (Symphony of Six Million) de Gregory La Cava : Conferring Doctor
- 1932 : Attorney for the Defense d'Irving Cummings
- 1932 : Le Monde et la Chair (The World and the Flesh) de John Cromwell : Banker
- 1932 : Amitié (When a Fellow Needs a Friend), de Harry A. Pollard : le docteur
- 1932 : La Loi ordonne (en) (State's Attorney) de George Archainbaud : M. Ulrich
- 1932 : The Famous Ferguson Case de Lloyd Bacon : M. Brooks
- 1932 : The Woman in Room 13 de Henry King
- 1932 : Make Me a Star de William Beaudine : Director Henshaw
- 1932 : The Washington Masquerade (en) de Charles Brabin : Hank Larrimore
- 1932 : Skyscraper Souls d'Edgar Selwyn : Brewster's Associate
- 1932 : Madame Racketeer de Harry Wagstaff Gribble et Alexander Hall : J. Harrington Hagney
- 1932 : Le Professeur (Speak Easily) d'Edward Sedgwick : Lawyer's Representative
- 1932 : Blondie of the Follies d'Edmund Goulding : Doctor attending Pop
- 1932 : Two Against the World (en) d'Archie Mayo : District Attorney Howard Mills
- 1932 : A Successful Calamity (en) de John G. Adolfi : Président des États-Unis
- 1932 : Hell's Highway de Rowland Brown et John Cromwell
- 1932 : A Parisian Romance (en) de Chester M. Franklin
- 1932 : False Faces de Lowell Sherman : Fineberg
- 1932 : Hot Saturday de William A. Seiter : Ed W. Randolph
- 1932 : Madison Sq. Garden de Harry Joe Brown : Harrison (the promoter)
- 1932 : À tour de brasses (You Said a Mouthful) de Lloyd Bacon : Armstrong
- 1932 : Call Her Savage de John Francis Dillon : Doctor Treating Crosby
- 1932 : Raspoutine et l'Impératrice (Rasputin and the Empress) de Richard Boleslawski et Charles Brabin
- 1932 : The Match King de William Keighley et Howard Bretherton : Oncle Gustav
- 1933 : Entrée des employés (Employees' Entrance) de Roy Del Ruth : Board of Directors Member #5
- 1933 : Pick-up (en) de Marion Gering : The Warden
- 1933 : Gabriel au-dessus de la Maison-Blanche (Gabriel Over the White House), de Gregory La Cava
- 1933 : Bondage d'Alfred Santell : Juge
- 1933 : Song of the Eagle (en) de Ralph Murphy : Patron de New-York
- 1933 : La Déchéance de miss Drake (The Story of Temple Drake), de Stephen Roberts : Procureur de district
- 1933 : Emergency Call (en) d'Edward L. Cahn : Dr Schwarz
- 1933 : Tomorrow at Seven (en) de Ray Enright : Asa Marsden
- 1933 : Storm at Daybreak de Richard Boleslawski : Conseiller Velasch
- 1933 : Tugboat Annie, de Mervyn LeRoy : Reynolds
- 1933 : Le Docteur Cornélius (Before Dawn) de Irving Pichel : Chef de Police John F. O'Hara
- 1933 : One Man's Journey, de John S. Robertson : John Radford
- 1933 : Les femmes ont besoin d'amour (Ladies Must Love) d'Ewald André Dupont : Nussbauer
- 1933 : Les Faubourgs de New York (The Bowery), de Raoul Walsh : Ivan Rummel
- 1933 : Hold the Press de Phil Rosen : M. Bishop, rédacteur en chef
- 1933 : Une nuit seulement (Only Yesterday), de John M. Stahl : M. Lane
- 1933 : The World Changes de Mervyn LeRoy : M. Morley, un banquier
- 1934 : The Big Shakedown de John Francis Dillon : Docteur Digitalis
- 1934 : Beloved, de Victor Schertzinger : Henry Burrows
- 1934 : Madame Spy de Roy William Neill : Pahlke
- 1934 : La Maison des Rothschild (The House of Rothschild), d'Alfred L. Werker : Officier prussien
- 1934 : Whirlpool (en) de Roy William Neill : Rédacteur
- 1934 : Twenty Million Sweethearts de Ray Enright : Walcott, manager de l'hôtel
- 1934 : L'Ennemi public n° 1 (Manhattan Melodrama), de W. S. Van Dyke : Président de l'Assemblée
- 1934 : Are We Civilized? (en) d'Edwin Carewe : Dr. Leonard Gear
- 1934 : It Happened One Day de Charles Parrott et Eddie Dunn (en) : A. L. Void
- 1934 : La Parade du rire (The Old Fashioned Way), de William Beaudine : M. Livingston
- 1934 : Fifteen Wives de Frank R. Strayer : Procureur de district Kerry
- 1934 : Take the Stand de Phil Rosen
- 1934 : Crimson Romance de David Howard : John Fleming
- 1934 : You Said a Hatful! de Charles Parrott: J.P. Anderson
- 1934 : The Firebird de William Dieterle : Sergent de police au bureau
- 1934 : You Bring the Ducks de Hal Yates : Gouverneur
- 1934 : I Am a Thief (en) de Robert Florey : Commissaire-priseur
- 1935 : The Best Man Wins de Erle Kenton : Chef de Police
- 1935 : Romance in Manhattan, de Stephen Roberts : Le Juge
- 1935 : Ville frontière (Bordertown), d'Archie Mayo : Juge Rufus Barnswell
- 1935 : Poochy (Carnival) de Walter Lang : M. Lawson
- 1935 : Death Flies East (en) de Phil Rosen : Wallace P. Burroughs
- 1935 : The Nut Farm (en) de Melville W. Brown : Bob Bent, le mari de Helen
- 1935 : Party Wire (en) d'Erle C. Kenton : Tom Sherman
- 1935 : Mary Jane's Pa de William Keighley : Chef Bailey
- 1935 : Ginger, de Lewis Seiler : Le collectionneur de billets
- 1935 : Shadows of the Orient (en) de Burt P. Lynwood : Juge Avery
- 1935 : Silk Hat Kid d'H. Bruce Humberstone : Directeur de l'école
- 1935 : Rainbow's End (en) de Norman Spencer (en) : Neil Gibson Sr.
- 1935 : L'Enfer (Dante's Inferno), de Harry Lachman : M. Williams
- 1935 : Les Joies de la famille (Man on the Flying Trapeze), de Clyde Bruckman : Président Malloy
- 1935 : The Perfect Tribute d'Edward Sloman : Stratton
- 1935 : Reine de beauté (Page Miss Glory) de Mervyn LeRoy : Tailleur
- 1935 : Cappy Ricks Returns de Mack Wright : T. Osgood Blake
- 1935 : Tempête au cirque (O'Shaughnessy's Boy), de Richard Boleslawski : L'avocat de Martha
- 1935 : His Night Out de William Nigh : Dr Kraft
- 1935 : This Is the Life, de Marshall Neilan : Kendall - Chef du département de la Justice
- 1935 : Another Face de Christy Cabanne : Dr H. J. Buler
- 1935 : The Fire Trap (en) de  Burt P. Lynwood : R.A. Rawson
- 1935 : Griseries (I Dream Too Much) de John Cromwell : Propriétaire du café
- 1935 : The Calling of Dan Matthews de Phil Rosen : Procureur de district
- 1935 : Mensonges blancs (White Lies) de Leo Bulgakov : Chasseur
- 1936 : Bridge of Sighs de Phil Rosen : Juge 'Teddy' Blaisdell
- 1936 : Murder at Glen Athol (en) de Frank R. Strayer : Reuben Marshall
- 1936 : Sutter's Gold, de James Cruze : Barman
- 1936 : The Farmer in the Dell de Ben Holmes (en) : H.F. Davis
- 1936 : Every Saturday Night de James Tinling : M. Dayton
- 1936 : Till We Meet Again, de Robert Florey : Général allemand
- 1936 : Hearts in Bondage (en) de Lew Ayres : Capitaine Gilman
- 1936 : And Sudden Death de Charles Barton : L'avocat de la défense
- 1936 : Tonnerre sur la cité ardente (San Francisco) de W. S. Van Dyke : Membre du club des fondateurs
- 1936 : 36 Hours to Kill de Eugene Forde : Homme dans la salle de lavage
- 1936 : Back to Nature de James Tinling : Manager de l'hôtel
- 1936 : Hollywood Boulevard, de Robert Florey : Dr Inslow
- 1936 : Missing Girls (en) de Phil Rosen : Jury contremaître
- 1936 : Bulldog Edition (en) de Charles Lamont : Taggart, éditeur du Daily News
- 1936 : Fifteen Maiden Lane de Allan Dwan : Jan Waltman - Tailleur de diamants
- 1936 : Le Meurtre de John Carter (en) (The Plot Thickens) de Ben Holmes : H. G. Robbins
- 1936 : Sous le masque (Crack-Up), de Malcolm St. Clair : Alfred Knuxton
- 1936 : Career Woman de Lewis Seiler : Médecin légiste
- 1936 : That Girl from Paris de Leigh Jason : Juge au second mariage
- 1937 : We Who Are About to Die de Christy Cabanne : M. Armitage
- 1937 : Trouble in Morocco de Ernest B. Schoedsack : DeRouget
- 1937 : Nancy Steele a disparu (Nancy Steele Is Missing!) de George Marshall : Juge
- 1937 : Jim Hanvey, Detective (en) de Phil Rosen : Lambert
- 1937 : Michel Strogoff (The Soldier and the Lady), de George Nichols Jr. : Général du Tsar
- 1937 : Week-end mouvementé (Fifty Roads to Town) de Norman Taurog : Smorgen
- 1937 : L'Or et la Chair (The Toast of New York), de Rowland V. Lee : Wallack
- 1937 : Marie Walewska (Conquest), de Clarence Brown : Comte Potocka
- 1939 : Angel of Mercy d'Edward Cahn : Petit rôle

### Comme réalisateur
- 1911 :
  - The Wedding Bell
  - Aida
  - The Minute Man
  - The Capture of Fort Ticonderoga
  - The Battle of Bunker Hill
  - Then You'll Remember Me
  - Foul Play
  - La Flèche noire (The Black Arrow)
  - Home
  - A Man for All That
  - The Awakening of John Bond
  - Uncle Hiram's List
- 1912 :
  - Thirty Days at Hard Labor
  - Les Frères corses (The Corsican Brothers)
  - Tony's Oath of Vengeance
  - The Heir Apparent
  - Comment Washington traversa le Delaware (How Washington Crossed the Delaware)
  - The Boss of Lumber Camp Number Four
  - The Guilty Party
  - The Bank President's Son
  - A Romance of the Ice Fields
  - Martin Chuzzlewit
  - Le Laissez-passer (The Passer-By)
  - Thelma
  - Caleb West
  - The Winner and the Spoils
  - Hazel Kirke
  - The Fires of Conscience
- 1913 :
  - Duty and the Man
  - The Open Road
  - The Strike Leader
  - The Bells
  - The Lure of the City
  - The Man from Outside
  - The Judge's Vindication
  - For Love of Columbine
  - Held for Ransom
  - The Bawlerout
  - The Master Cracksman
  - Half a Chance
  - The Tangled Web
  - Her Rosary
  - The Higher Justice
  - The Fight for Right
  - Success
- 1914 :
  - In the Mesh of Her Hair
  - Le Mari de l'Indienne (The Squaw Man), réalisé avec Cecil B. DeMille
  - A Leech of Industry
  - Brewster's Millions
  - The Master Mind
  - The Only Son
  - The Man on the Box
  - L'Appel du Nord (The Call of the North), réalisé avec Cecil B. DeMille
  - The Last Volunteer
  - The Making of Bobby Burnit
  - Ready Money
  - The Circus Man
  - The Ghost Breaker, réalisé avec Cecil B. DeMille
  - Cameo Kirby
- 1915 :
  - After Five
  - Snobs
  - The Wild Olive
  - The Rug Maker's Daughter avec Maud Allan (Demetra)
  - Kilmeny
  - Peer Gynt
  - The Little Gypsy
  - The Broken Law
  - A Soldier's Oath
- 1916 :
  - Fighting Blood
  - A Man of Sorrow
  - The Battle of Hearts
  - The Man from Bitter Roots
  - The End of the Trail
  - The Fires of Conscience
- 1917 : 
  - The Hidden Children
  - The Price of Her Soul
- 1918 :
  - A Man's Man
  - The Turn of a Card
  - The Interloper
  - Tinsel
  - Merely Players
  - To Him That Hath
  - The Grouch
- 1919 :
  - Âmes aux enchères (Auction of Souls)
  - The Rough Neck
  - Mandarin's Gold
  - The Crook of Dreams
  - The Little Intruder
  - An Amateur Widow
  - Phil-for-Short
  - Bringing Up Betty
  - The Oakdale Affair
  - Me and Captain Kidd
  - The Steel King
- 1921 : 
  - Ten Nights in a Bar Room
- 1922 :
  - The Man Who Paid (it)
  - The Wolf's Fangs
  - Bulldog Drummond
- 1923 :
  - The Lion's Mouse
  - A Man's Man
  - The Social Code
  - In Search of a Thrill
- 1924 :
  - The Heart Bandit (en)
  - The Trail of the Law
- 1925 :
  - The Sporting Chance
  - The Thoroughbred
  - Borrowed Finery
- 1926 :
  - The Midnight Limited
  - Somebody's Mother
  - Perils of the Coast Guard
  - L'Appel de L'or (en) (The Call of the Klondike)
  - The Last Alarm
  - Race Wild
- 1927 :
  - In Search of a Thrill
  - Cheaters
  - When Seconds Count
  - Code of the Cow Country

### Comme scénariste
- 1916 : The Man from Bitter Roots